# Bahrein ai Giochi della XXX Olimpiade
Il Bahrein ha partecipato ai Giochi della XXX Olimpiade di Londra, che si svolgeranno dal 27 luglio al 12 agosto 2012, con una delegazione di 12 atleti.

## Atletica leggera

### Gare maschili
| Gara   | Atleta            | Batterie | Batterie | Semifinali | Semifinali | Finale | Finale |
| Gara   | Atleta            | Tempo    | Pos.     | Tempo      | Pos.       | Tempo  | Pos.   |
| ------ | ----------------- | -------- | -------- | ---------- | ---------- | ------ | ------ |
| 800 m  | Belal Mansoor Ali |          |          |            |            |        |        |
| 1500 m | Belal Mansoor Ali |          |          |            |            |        |        |
| 5000 m | Bilisuma Shugi    |          |          |            |            |        |        |

| Gara    | Atleta        | Tempo | Posizione |
| ------- | ------------- | ----- | --------- |
| 10000 m | Hasan Mahboob |       |           |

### Gare femminili
| 800 m  | Genzeb Shumi       |  |  |  |  |  |  |  |  |
| 1500 m | Genzeb Shumi       |  |  |  |  |  |  |  |  |
| 1500 m | Mimi Belete        |  |  |  |  |  |  |  |  |
| 1500 m | Maryam Yusuf Jamal |  |  |  |  |  |  |  |  |
| 5000 m | Tejitu Daba        |  |  |  |  |  |  |  |  |
| 5000 m | Shitaye Eshete     |  |  |  |  |  |  |  |  |

| Gara     | Atleta         | Tempo | Posizione |
| -------- | -------------- | ----- | --------- |
| 10000 m  | Shitaye Eshete |       |           |
| Maratona | Lishan Dula    |       |           |

## Nuoto
| Gara                        | Atleta        | Batterie | Batterie | Semifinali | Semifinali | Finale | Finale |
| Gara                        | Atleta        | Tempo    | Pos.     | Tempo      | Pos.       | Tempo  | Pos.   |
| --------------------------- | ------------- | -------- | -------- | ---------- | ---------- | ------ | ------ |
| 100 m farfalla maschili     | Khalid Baba   |          |          |            |            |        |        |
| 50 m stile libero femminili | Sara Al Flaij |          |          |            |            |        |        |

## Tiro
| Gara                        | Atleta        | Qualificazioni | Qualificazioni | Finale    | Finale       | Finale |
| Gara                        | Atleta        | Punteggio      | Pos.           | Punteggio | Punt. totale | Pos.   |
| --------------------------- | ------------- | -------------- | -------------- | --------- | ------------ | ------ |
| Carabina 50 m tre posizioni | Azza Al Qasmi |                |                |           |              |        |